# Pangrapta duplicilinea
Pangrapta duplicilinea är en fjärilsart som beskrevs av George Francis Hampson 1895. Pangrapta duplicilinea ingår i släktet Pangrapta och familjen nattflyn. Inga underarter finns listade i Catalogue of Life.